# Chlortrifluormethan
Chlortrifluormethan ist eine chemische Verbindung aus der Gruppe der aliphatischen, gesättigten Halogenkohlenwasserstoffe (FCKW).

## Gewinnung und Darstellung
Chlortrifluormethan kann durch Reaktion von Methan mit Chlor und Fluorwasserstoff mit Aluminiumchlorid als Katalysator gewonnen werden.

## Eigenschaften
Chlortrifluormethan ist ein farbloses, geruchloses, in höheren Konzentrationen ähnlich wie  Tetrachlormethan süßlich riechendes Gas. Ab 150 °C zersetzt sich die Verbindung. Es besitzt eine kritische Temperatur von 28,78 °C, einen kritischen Druck von 38,6 bar, eine kritische Dichte von 0,581 kg/l und eine Tripelpunkt-Temperatur von −189 °C.

## Verwendung
Chlortrifluormethan wurde früher unter dem Namen R 13 oder Freon 13 als Kältemittel eingesetzt. Aufgrund seines Treibhauspotenzial von 14.000 und seines Ozonabbaupotenzial von 1 wurde im Montreal-Protokoll die weitere Produktion in Zukunft verboten.